# 邢端

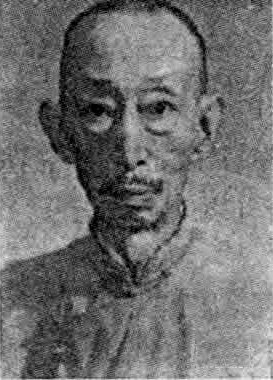
邢端

邢端（1883年8月6日—1959年3月3日），字冕之，号蛰人，贵州贵筑（今属贵阳市）人，清末进士，中国近现代实业家、官员。

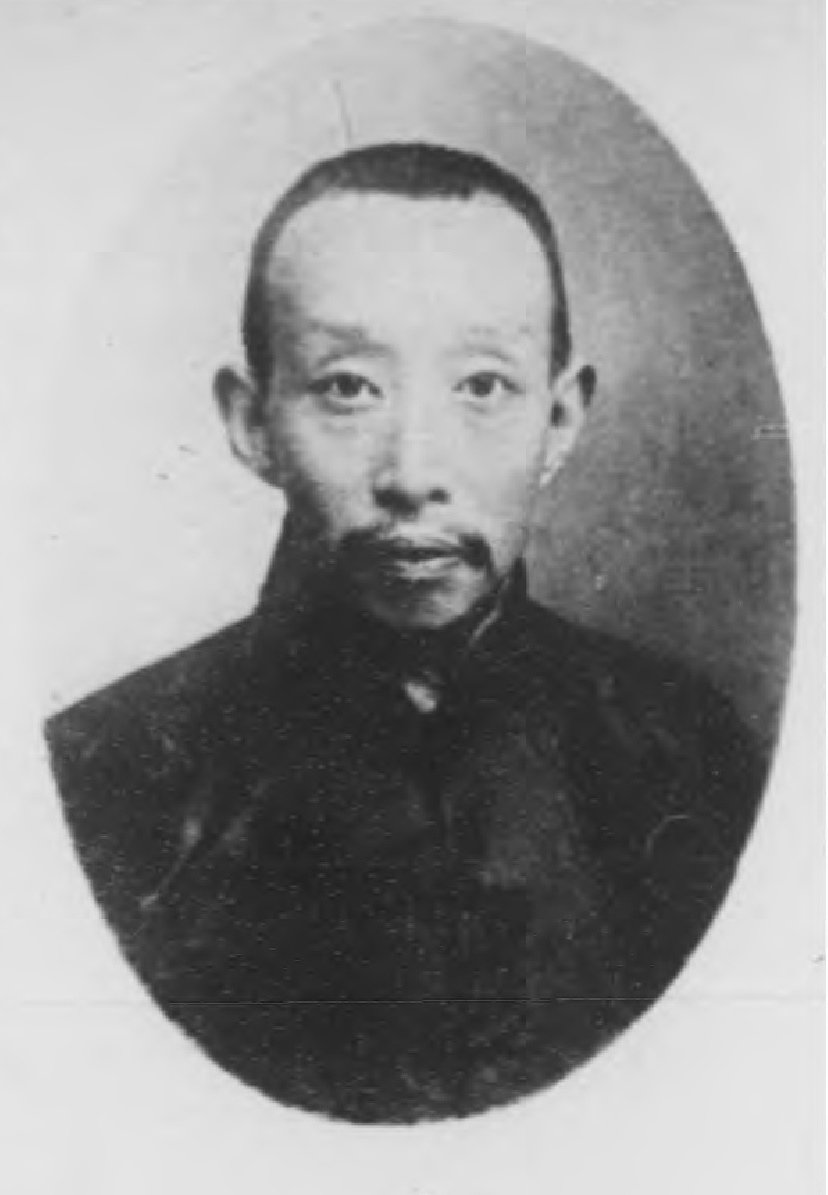

## 生平
邢端少时家境贫寒，于光绪二十七年（1901年）考中辛丑科举人，光绪三十年（1904年）中式甲辰科三甲进士，旋赴日本留学，就读于大阪高等工业预备学校和东京法政大学。毕业后回国，历任翰林院检讨、奉天八旗工厂总办、直隶高等工业堂监督、校长等职。北洋政府时期，曾任工商部佥事、农商部技监，升农商部矿政司司长，历任工商司司长、普通文官惩戒会委员、井陉矿务局总办等。民国十七年（1928年）后赋闲在家。抗日战争期间，坚决不与日本合作。中华人民共和国成立，于1951年7月被聘为中央文史研究馆馆员。1959年病卒。

## 著作
邢端工书法，精于山志掌故。有《黔人馆选题名》《齐鲁访碑记》等。1960年，家属将其遗稿整理为《蛰庐丛稿》行世。

## 后代
有子邢其毅，当代化学家。